# 超核
超核就是含有超子的原子核，在1952年从暴露在宇宙线中的核乳胶裡发现，同超子一样，超核很不稳定，会发生弱作用衰变。